# Idlewild Gangsters Club
Pour plus de détails, voir Fiche technique et Distribution.
Idlewild Gangsters Club (Idlewild) est un film américain réalisé par Bryan Barber en 2006.

## Synopsis
1935. Il est un lieu de rêve où l'alcool et l'argent du jeu coulent à flots, où des filles peu farouches ne demandent qu'à danser toute la nuit. Niché dans la petite bourgade d'Idlewild, Géorgie, ce club s'appelle « l'Église ».
Percival s'y rend chaque soir pour jouer au piano, oublier un métier tuant et un père dominateur et envahissant. Un jour, il y rencontre la belle Angel, une chanteuse dont il tombe fou amoureux. Serait-ce enfin l'occasion de quitter Idlewild pour Chicago et tenter sa chance dans le showbiz ?
Rooster, le gérant de l'Église, est le meilleur ami du timide Percy, et son exact opposé. Il a fort à faire pour tenir son personnel et sa très remuante clientèle, et sa situation devient franchement intenable lorsque le gangster Trumpy met le grappin sur son établissement. Mais ne serait-ce pas enfin l'occasion de se ranger et de retourner dans le giron de sa famille ?

## Fiche technique
- Titre : Idlewild Gangsters Club
- Titre original : Idlewild
- Réalisation : Bryan Barber
- Scénario : Bryan Barber
- Musique : John Debney
- Photographie : Pascal Rabaud
- Montage : Anne Goursaud
- Production : Robert Guralnick et Charles Roven
- Société de production : Atlas Entertainment, Forensic Films, HBO Films et Mosaic
- Société de distribution : Universal Pictures (États-Unis)
- Pays :  États-Unis
- Genre : Drame, romance, film musical et historique
- Durée : 121 minutes
- Dates de sortie : 
  - États-Unis : 25 août 2006
  - France : 10 janvier 2007

## Distribution
- André Benjamin (VF : Julien Kramer) : Percival
- Antwan Andre Patton (VF : David Kruger) : Rooster
- Paula Patton (VF : Sandra Valentin) : Angel
- Terrence Howard (VF : Lucien Jean-Baptiste) : Trumpy
- Karen Dyer : Eva
- Malinda Williams : Zora
- Cicely Tyson : Mother Hopkins
- Ben Vereen : Percy Senior
- Bruce Bruce : Nathan
- Macy Gray : Taffy
- Ving Rhames (VF : Saïd Amadis) : Spats
- Bryan Barber : le photographe
- Faizon Love (VF : Pascal Casanova): Ace
- Paula Jai Parker : Rose
- Bobb'e J. Thompson : Rooster jeune
- Patti LaBelle : la vraie Angel Davenport
- Jackie Long (VF : Pascal Légitimus) : Monk
- Oscar Dillon : Bobo
- Jalil Jay Lynch : Cliff
- Esau Ali Caldwell : Sonny
- Bre'wan Waddell : Percival jeune
- Carol Mitchell Leon : tante Belle

Sources et légende : Version française (VF) sur Symphonia Films